# Mark Hollis
Mark David Hollis (Londres, 4 de janeiro de 1955 - Londres, 25 de fevereiro de 2019) foi um músico, cantor e compositor inglês. Adquiriu sucesso comercial na década de 1980 como vocalista da banda Talk Talk, que ele fundou ao lado de Lee Harris, baterista, e de Paul Webb, baixista, em 1981. Retirou-se da indústria musical após o lançamento de seu álbum solo autointitulado em 1998.
Hollis morreu aos 64 anos, em fevereiro de 2019.

## Discografia solo
- Mark Hollis (1998)